# Étienne Dennery
Pour les articles homonymes, voir Dennery.
Étienne Dennery, né le 20 mars 1903 à Paris dans le 1er arrondissement, mort le mort le 29 décembre 1979 à Paris dans le 16e arrondissement, est un administrateur, diplomate et universitaire français.

## Biographie

### Jeunesse et études
En 1923, Étienne Dennery est admis à l'École normale supérieure. En 1926, il est reçu, le deuxième, à l'agrégation d'histoire et géographie. 

### Parcours professionnel
Étienne Dennery est nommé professeur à l'École libre des sciences politiques, où il dispense un cours du la géopolitique de l'Océan Pacifique. Il est également enseignant à HEC Paris. Il est spécialiste des problèmes politiques et économiques de l'Extrême-Orient.
De 1935 à 1940, de concert avec Louis Joxe, il est secrétaire général du Centre d'études de politique étrangère.
Rallié au général De Gaulle dès juin 1940, il devient directeur de l'information de la France libre de 1941 à 1944. Fort de cette expérience et du soutien du pouvoir, il entame après la guerre une carrière de diplomate (1945-1964) qui culmine avec sa nomination comme ambassadeur au Japon en 1961, après avoir été ambassadeur de France en Pologne puis en Suisse. Remplacé par François Missoffe en 1964, il est appelé à succéder à Julien Cain comme administrateur général de la Bibliothèque nationale et directeur des bibliothèques de France, poste qu'il occupe jusqu'en 1975.
Alors qu'il n'était pas spécialiste, il s'ouvre aux problématiques auxquelles sont alors confrontées les bibliothèques. Il réussit à rendre la France indépendante des États-Unis pour le recensement des imprimés et contribue fortement au développement de la lecture publique dans les petites et moyennes villes de province.
Sur les conseils de Jean-Pierre Seguin, il imagine la création d'une grande bibliothèque de lecture publique - qui serait une succursale de la Bibliothèque nationale - sur le terrain laissé vacant par la destruction des Halles. Le président Pompidou décida cependant d'y construire le Musée national d'art moderne et le Centre national d'art et de culture : le projet comprend bien la construction d'une bibliothèque de lecture publique (Bibliothèque publique d'information) mais de 15 000 m2 seulement, alors qu'Étienne Dennery en espérait 60 000 m2.

## Principales publications
- Foules d'Asie. Surpopulation japonaise, expansion chinoise, émigration indienne, Paris, Armand Colin, 1930, 248 p. (réédité)

- Prix Montyon 1931 de l'Académie française